# Cliona mucronata
Cliona mucronata är en svampdjursart som beskrevs av William Johnson Sollas 1878. Cliona mucronata ingår i släktet Cliona och familjen borrsvampar. Inga underarter finns listade i Catalogue of Life.